# سیلن دوشاخه
سیلن دوشاخه (نام علمی: Silene dichotoma) نام یک گونه از سرده سیلن است.